# Graffiti Within
Graffiti Within (Graffiti meissä) è un film del 2006, diretto da Miika Ullakko. 

## Trama
Jake, Toni ed Erika, di Lappeenranta, sono amici fin da quando erano bambini piccoli. All'età di 10 anni Toni si trasferisce ad Espoo, presso Helsinki, ed è solo dopo otto anni che Erika e Jake, che deve iniziare l'università nella capitale finlandese, lo raggiungono. I tre amici abitano, insieme ad altri due ragazzi, Däni e Kanki, nel garage che il custode di un grande stabile ha messo loro a disposizione, e dove riescono a riparare un'automobile. Tutti credono che Erika e Jake siano una coppia, mentre essi si ritengono (Jake, almeno) solo buoni amici.
Una sera Jake si trattiene con Polina, una ragazza conosciuta da poco e con la quale ha iniziato una relazione amorosa, e si dimentica del suo appuntamento con Erika, che ci rimane male. Toni ha dei problemi con la polizia, presumibilmente per la sua attività di graffitaro, e, in più, il custode, avendo perso il posto di lavoro, non può più ospitare i ragazzi.
Toni, una notte, viene attaccato da un giovane, e più avanti spiega a Jake, venuto in suo soccorso, che l'assalitore è il fratello maggiore della sua fidanzata di un tempo, Janita. Ad una festa Jake vede Polina avere dei rapporti con un altro ragazzo, e, esasperato dalla situazione, viene alle mani con Toni. Riappacificatisi, Toni racconta di come, una volta, lui e Janita, alterati da qualche sostanza stupefacente, stessero vagando per la periferia quando un treno aveva travolto la ragazza uccidendola. Jake riflette sulla propria situazione e si allontana per cercare Erika, la quale nel frattempo si è tagliata le vene del polso, e, sistematasi su una barca, sta andando alla deriva su un lago.
Finale 1: Jake porta dei fiori sulla tomba di Erika.
Finale 2: Erika si salva, ed insieme a Jake e a Toni parte in auto per la Norvegia.